# Atal (general)
Atal (grško: Άτταλος [Attalos]), vpliven  dvorjan in vojskovodja makedonskega kralja Filipa II., * okoli 390 pr. n. št., † 336 pr. n. št..
Atal je postal zelo vplivna osebnost na makedonskem dvoru po poroki njegove nečakinje Kleopatre Evridike s kraljem Filipom II. leta 339 pr. n. št.. Spomladi leta 336 pr. n. št. ga je Filip II. skupaj z generalom Parmenionom imenoval za poveljnika makedonske predhodnice, ki naj bi v Mali Aziji vzpostavila mostišče za napad na Perzijsko cesarstvo. Po Filipovem umoru oktobra 336 pr. n. št. je na makedonski prestol prišel njegov sin Aleksander, ki je Atala in otroke njegove nečakinje ubil, Kleopatra Evridika pa je po smrti svojih otrok verjetno naredila samomor.
Po Aristotelovi pripovedi, ki sta jo kasneje razširila Klejtarh in Diodor Sicilski, je Atal organiziral posilstvo bivšega Filipovega ljubimca Pavzanija iz Orestide, ker je javno diskreditiral svojega naslednika in Atalovega prijatelja (ali morda sorodnika), ki je zaradi tega naredil samomor. Pavzanij iz Orestide se je pritožil Filipu II., ki krivca ni kaznoval, zato se je slenil maščevati. Ker je bil Atal takrat že v Mali Aziji, je namesto njega ubil Filipa.
Atal je malo po Filipovi smrti v Mali Aziji domnevno dobil pismo atenskega državnika Demostena, v katerem je Atalu in Parmenionu obljubil podporo Aten v vojni proti Filipovemu nasledniku Aleksandru. Atal je Demostenovo pismo pokazal Aleksandru in mu slovesno obljubil zvestobo. Aleksander je Atala kljub temu odstavil in ga zaradi žalitev v preteklosti ubil. Bolj verjten razlog za njegov uboj je bila njegova častihlepnost in želja po maščevanju Kleopatre Evridike in njenih otrok.

## Vir
- Waldemar Heckel, Who’s Who In The Age Of Alexander The Great: Prosopography of Alexander’s Empire, Oxford 2006, str. 62.